# Ryang Yong-gi
Ryang Yong-gi (hangeul : 량용기, Hanja : 梁勇基) est un footballeur nord-coréen, né le 7 janvier 1982, à Tadaoka, préfecture d'Osaka, au Japon.
Il fait partie de l'équipe nationale de football nord-coréenne depuis 2008. Il remporta l'AFC Challenge Cup 2010.
En 29 mars 2020, il devient le joueur nord coréen le mieux payé du monde avec 100.000 € par mois